# Órbita TV Canal 25
Órbita TV es un canal salvadoreño que se dedica mayoritariamente a la producción y emisión de programas noticiosos, siendo en la actualidad el segundo canal noticioso en el país, este canal mantiene una emisión 24 horas con enlaces en vivo de sucesos y eventos nacionales e internacionales.

## Historia
Fue establecido en 1986 por la cadena estadounidense TBN, introduciéndose en El Salvador el primer canal evangélico cuyo objetivo es la predicación evangélica a través de la sintonía televisiva. Canal 25 de El Salvador maneja el perfil de un canal cristiano. Se encarga de la transmisión de programas con mensaje bíblico y realiza la cobertura de eventos que se realizan a nivel nacional dentro de la misma temática. La cadena TBN de Costa Rica toma la señal de canal 25 para poder proporcionar una cadena de enlace, a través de una señal satélite para su transmisión de programación enlatada. Pero surge la idea de crear ciertos programas nacionales para hacer ver la credibilidad del canal. Su imagen es también proyectada en Guatemala y Honduras a través de la TV por cable.
Hoy en día, Canal 25 es reemplazado por un programa de noticias en la actualidad, desde 2015.

## Medios de comunicación Hermanos
- Diario La Página: Es uno de los periódicos digitales más populares en el país, este periódico controla a Órbita TV y Órbita FM.

- Órbita FM: es una emisora que hoy ocupa la antigua frecuencia de Eco FM (95.3 FM), esta frecuencia e infraestructura de transmisión fueron compradas a Corporación YSKL el mes de junio de 2015 por los dueños de Órbita FM, dándole paso a esta nueva emisora.

Esta emisora se caracteriza por ser la primera radio_tv en el país, pues transmite simultáneamente en la web y en el canal 567 de Tigo Digital los videos de la música que transmite en el FM, en cuanto a programación ofrece un formato musical contemporáneo-juvenil.